# Sidi Khaled (Ouled Djellal)
Pour la commune de la wilaya de Sidi Bel Abbès, voir Sidi Khaled (Sidi Bel Abbès).
Sidi Khaled est une commune de la wilaya d'Ouled Djellal en Algérie.

## Géographie
Siège de daïra, Sidi-Khaled est situé dans la wilaya de Biskra, à 100km au Sud-ouest de la ville de Biskra.
Elle s'étend sur 212,60 km² et compte 43 315 habitants (recensement de 1998) pour une densité de 203,74 habitants par km².
Le nom français de la ville est Sidi Khaled.
Villes voisines sont :
- Arich Hamoula ~4 km
- Chiaba~6 km
- Difel~10 km
- Besbes~30 km
- Ouled Djellal~7 km

## Histoire
Sidi-Khaled existerait depuis le IVe siècle ou Ve siècle de l'Hégire.

## Toponymie
Dans cette ville, la mosquée Sidi Khaled est un monument historique de Sidi Khaled,, dédié a un personnage vénéré par la population locale, originaire  d'Arabie du nom de Khaled bin Sinan (en) ou Sidi Khaled Ibn Sinan el Absi.(tribu Banu Abs dont était issu le poète arabe Antara).

## Économie
Sidi Khaled est située dans une région à vocation agro-pastorale.

## Culture
C'est la ville où a vécu la légendaire Hiziya (1855-1878) que le poème éponyme de Mohamed Ben Guittoun chanté par Abdelhamid Ababsa et Khelifi Ahmed a immortalisé.